# Carl Osburn
Carl Osburn (n. 5 noiembrie 1884, St. Helena⁠(d), California, SUA – d. 28 decembrie 1966, St. Helena⁠(d), California, SUA) a fost un ofițer ce a reprezentat Statele Unite ale Americii, medaliat olimpic. A participat la 3 ediții ale Jocurilor Olimpice (1912, 1920, 1924) în care a câștigat 5 medalii de aur, 4 medalii de argint și 2 medalii de bronz.